# Teodoro (Gandur)
Teodoro (árabe: تيودورالأسقف), nome secular Ilyas Al-Ghandur (nascido em 27 de junho de 1977 em Zalé) - bispo libanês do Patriarcado de Antioquia, bispo vigário do Vicariato Patriarcal Antioqueno do Rio de Janeiro desde 2017.

## Biografia
Em 25 de março de 2004, ele foi ordenado subdiácono pelo metropolita Espiridão (Curi) de Zalé e Balbeque. Em 24 de abril de 2005, ele foi ordenado diácono pelo mesmo hierarca na Catedral de São Nicolau, em Zalé. Foi ordenado sacerdote em 13 de setembro de 2008. Em 17 de julho de 2011, Teodoro foi elevado à categoria de arquimandrita.
Em 5 de outubro de 2017, em uma reunião do Santo Sínodo da Igreja Ortodoxa Antioquia, foi eleito bispo vigário da Sé Patriarcal.
Em 26 de novembro do mesmo ano, na Igreja da Santa Cruz, na cidade de Damasco, seguiu-se sua consagração episcopal, realizada por uma multidão de bispos liderados pelo Patriarca João X de Antioquia e Todo o Oriente.